# Охота на волков
«Охота на волков» («Рвусь из сил и из всех сухожилий…») — песня Владимира Высоцкого, написанная в начале августа 1968 года одновременно с другой, не менее знаменитой песней — «Банькой по-белому». Исполнялась в спектакле Театра на Таганке «Берегите ваши лица» (режиссёр Юрий Любимов), стала одним из поводов для запрещения постановки.
Рвусь из сил – и из всех сухожилий,

Но сегодня — опять, как вчера:

Обложили меня, обложили —

Гонят весело на номера!

Из-за елей хлопочут двустволки —

Там охотники прячутся в тень, —

На снегу кувыркаются волки,

Превратившись в живую мишень.

## История создания
Замысел песни «Охота на волков» вызревал у Высоцкого в течение летних месяцев 1968 года. По воспоминаниям Марины Влади, первые две строфы ещё не положенного на музыку стихотворения, которые он прочитал в загородном подмосковном лагере (там отдыхали дети актрисы), отозвались в ней чувством «ребячливой гордости». Затем работа застопорилась: автор мучительно искал развитие темы, даже во сне проговаривал припев, но всё равно чувствовал, что стихам «не хватает поворота».
Творческий прорыв произошёл в августе, когда Высоцкий и его друг Валерий Золотухин находились в селе Выезжий Лог (Красноярский край) на съёмках фильма «Хозяин тайги». В одну из ночей поэт вдруг почувствовал состояние загнанности, ставшее стимулом к моментальному написанию песни; Высоцкий даже не обратил внимания на призыв проснувшегося товарища «не сидеть под светом». Утром выяснилось, что накануне Золотухин в обмен на бутылку медовухи позволил жителям села спрятаться под окнами и посмотреть на «живого артиста», который обычно писал при свете большой лампы. Уловив десятки направленных на себя прицельных взглядов, Высоцкий, наконец, вышел за те «развешанные красные флажки», которые прежде мешали ему сочинить продолжение:
Что-то чувствовалось такое, когда писал под дулами этих глаз. Может, и всегда так? Вроде пишешь в одиночестве, а за тобой всё время следят — кто-то по-доброму, а кто и по-злому.
Впервые песня прозвучала осенью 1968 года в Театре сатиры — на банкете после спектакля «Последний парад».

## Отклики

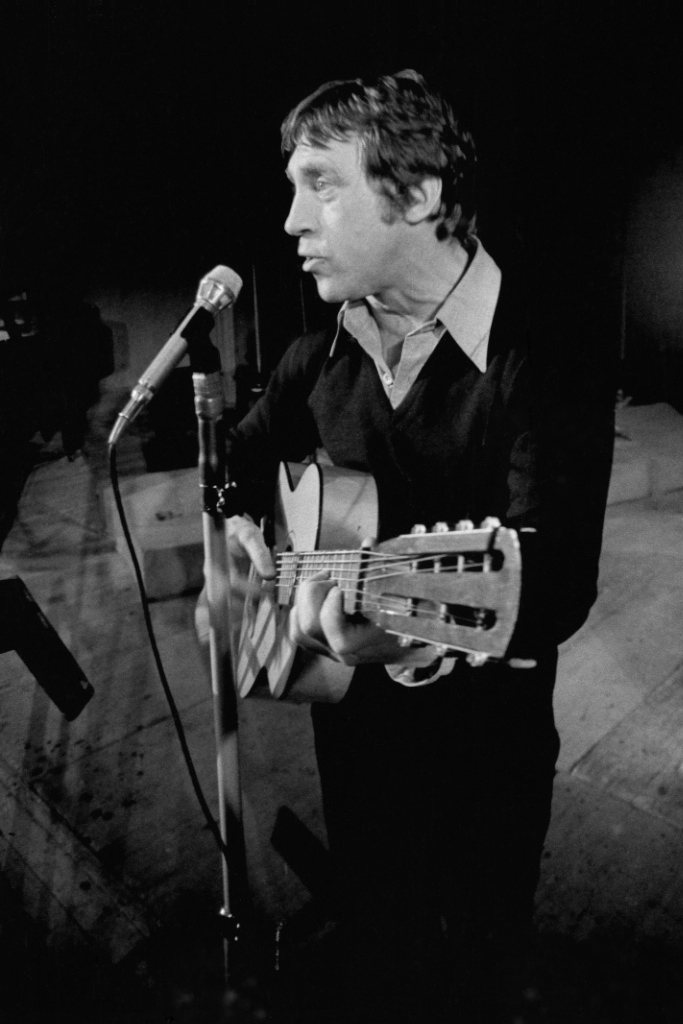
Владимир Высоцкий на концерте, 23.4.1979. Фото Игоря Пальмина

«Охота на волков», разлетевшись на магнитофонных лентах по всему Советскому Союзу, быстро стала известной. Одним из первых на неё откликнулся поэт Евгений Евтушенко: находясь в творческой командировке на Севере, он отправил Высоцкому телеграмму со словами «Слушали твою песню двадцать раз подряд. Становлюсь перед тобой на колени». Юрий Никулин называл «Охоту на волков» одной из своих самых любимых песен.
В 1979 году, когда на заседании Московской писательской организации разбирали «дело „Метрополя“», критик Феликс Кузнецов, знакомя присутствующих с содержанием альманаха, не только нараспев прочитал включённую в него «Охоту на волков», но и прокомментировал чтение песни фразой: «Чувствуете, о каких флажках идёт речь?». Десять лет спустя, вспоминая об этом заседании на лондонской конференции «Запад — глазами Востока», Василий Аксёнов также цитировал песню Высоцкого: авторов «Метрополя» в тот момент «обложили», как на его «волчьей охоте».
Литературовед Алла Латынина, рецензируя роман Аксёнова «Таинственная страсть», признала за писателем право сместить время и место создания «Охоты на волков». В литературной версии его герой Влад Вертикалов, в котором легко угадывается Владимир Высоцкий, в августе 1968 года попадает вместо Выезжего Лога в Коктебель (Крым) — именно там, по задумке Аксёнова, могла быть сочинена эта песня.
Во второй половине 1970-х годов на «Охоту…» откликнулись два польских поэта, предложившие свои версии вольного перевода этой песни. Один из вариантов был сделан Михаилом Ягелло; второй — под названием «Obława» — принадлежал исполнителю Яцеку Качмарскому. Текст Качмарского, представлявший собой политически усиленную редакцию стихотворения Высоцкого, содержал призыв к сопротивлению и требование защищаться: «Не позвольте содрать вашу кожу! Защищайтесь и вы! / О братья волки, защищайтесь, пока вы все не погибли!».

## Песня на театральной сцене
Яростная, неистовая манера исполнителя, бунтарский дух песни начальство пугали. Любимов ни в какую не соглашался убрать «Охоту», ставшую лейтмотивом постановки, и на своем все-таки настоял.
В 1968 году Юрий Любимов решил поставить на сцене Театра на Таганке поэтический спектакль-метафору «Берегите ваши лица» по стихам Андрея Вознесенского. По режиссёрскому замыслу, роль Поэта должен был исполнить Владимир Высоцкий; ему же предстояло спеть на сцене свою «Охоту на волков». Репетиции шли в течение года, затем состоялась премьера, после которой спектакль был закрыт.
Критик Константин Рудницкий, побывавший на открытой генеральной репетиции спектакля, рассказывал, что во время исполнения песни Высоцкий как бы парил в воздухе, держась руками за канаты, бывшие элементом декораций. Самоотдача артиста была такова, что после номера показалось — «он выгорел дотла». Однако зрители настаивали на повторе, и Высоцкий исполнил «Охоту» ещё раз «в той же позе и в той же ярости».
По словам Зои Богуславской, власти, снимая спектакль из репертуара театра, ссылались на несанкционированное приглашение в «Таганку» зарубежных гостей, хотя истинная причина запрета, конечно, была иной:
Трудно забыть ту зловещую тишину на премьере, воцарившуюся в зале после исполнения В. Высоцким запрещённой песни «Охота на волков» (единственный текст, вставленный в произведение Вознесенского), шквал аплодисментов долго не отпускающего его зала и сразу же острый холодок предощущения беды.
Как вспоминал Андрей Вознесенский, в его окружении встречались люди, предлагавшие ему как автору пьесы изъять из спектакля «Охоту на волков»: они полагали, что такой компромиссный ход поможет отстоять постановку. Поэт наотрез отказался использовать песню Высоцкого в качестве жертвы. Не помог и приглашённый в театр заместитель заведующего отделом культуры ЦК КПСС Юрий Мелентьев — в творческой среде он считался прогрессивно мыслящим человеком, — однако и спектакль, и включённая в него песня Высоцкого показались ему «несвоевременными».

## Художественные особенности
По мнению литературоведа Владимира Новикова, песня «Охота на волков» входит в число тех произведений Высоцкого, в которых прослеживается пробуждение личности: это случается, когда «человек делает первый шаг, расходящийся с общими нормами». И хотя тематически песню можно включить в разряд «Аллегорическая фауна», по движению мысли её «соседями» являются песни «Тот, который не стрелял», «Песня-сказка про дикого вепря», «Мне ребята сказали — про такую „наколку“!…», «Две судьбы», «Чужая колея».
Исследователи проводят параллели между «Охотой на волков» и «Песенкой ни про что, или Что случилось в Африке» — в обеих песнях происходит разрушение установившихся правил. Но если в первой уход «за флажки» рассматривается автором как спасение, то во второй — как разорение жизни. По жанру «Охота на волков» близка к пьесе-притче, в которой обречённый на смерть трагический герой находит силы на последний рывок. Одновременно автор устанавливает связь между постоянной «игрой по правилам» и риском духовного распада.

## Продолжение сюжета
В 1977—1978 годах поэт написал «вторую серию» — песню «Конец „Охоты на волков“, или Охота с вертолётов», которая хотя и получила меньшую известность, но фактически образует с «Охотой на волков» единое целое, наглядно демонстрирующее жизненный путь и эволюцию мировоззрения автора на протяжении 10 лет. Ещё одной песней Высоцкого из этого условного цикла является песня «Прошла пора вступлений и прелюдий…», написанная в конце 1971 года.